# Lake Caroline (Virginie)
 (mars 2025).
Lake Caroline est une census-designated place située dans le comté de Caroline, dans l’État de Virginie, aux États-Unis. Lors du recensement de 2020, elle comptait 2 511 habitants.